# East McKeesport
East McKeesport è una borough degli Stati Uniti d'America, nella contea di Allegheny nello Stato della Pennsylvania. Secondo il censimento del 2000 la popolazione è di 2.343 abitanti.

## Società

### Evoluzione demografica
La composizione etnica vede una prevalenza della razza bianca ( 95,65%) seguita da quella afroamericana (2,86%), dati del 2000.
| borough di East McKeesport Popolazione |       |
| 2000                                   | 2.343 |
| Stima al 01-07-07                      | 2.152 |